# واسیلی بلیوخر
واسیلی کنستانتینویچ بلیوخر (روسی: Васи́лий Константи́нович Блю́хер؛ ۱ دسامبر ۱۸۸۹ – ۹ نوامبر ۱۹۳۸) ارتشبد و مارشال اتحاد جماهیر شوروی بود.
وی همچنین برندهٔ جوایزی همچون نشان لنین و درجه پرچم سرخ شده‌است.